# Полиорганная недостаточность
Полиорганная недостаточность (англ. multiple organ dysfunction syndrome, синдром полиорганной недостаточности, СПОН, ПОН) — тяжёлая неспецифическая стресс-реакция организма, совокупность недостаточности нескольких функциональных систем, развивающаяся как терминальная стадия большинства острых заболеваний и травм. Главной особенностью полиорганной недостаточности является неудержимость развития повреждения органа или системы до такой степени, что он не способен поддерживать жизнеобеспечение организма. На долю синдрома приходится до 80 % общей летальности палат реанимации и интенсивной терапии хирургических стационаров.
Следует отличать синдром полиорганной недостаточности от терминальной поливисцеропатии, когда в результате хронического патологического процесса или старости последовательно и необратимо утрачивают функции все структурно-функциональные системы организма.

## История
Термин «полиорганная недостаточность» впервые появился в работе N. Тylney и сотр. «Последовательная системная недостаточность после разрыва аневризмы брюшной аорты. Нерешённая проблема послеоперационного лечения» (1973). В дальнейшем другими учёными — А. Baue (1975), B. Eisman (1977) и D. Fry (1980—1982), были окончательно выделены особенности этого состояния и его дефиниции.

## Патогенез
Полиорганная недостаточность развивается как исход тяжёлой сочетанной травмы, эклампсии, сепсиса, инфекционно-токсического и геморрагического шока, комы, вызванной диабетом, менингоэнцефалитом, отравлениями. 
В основе развития синдрома лежит острое снижение обмена веществ и энергообразования в результате расстройств метаболизма и микроциркуляции в тканях, что приводит к нарушению функций и структуры органов. Этиологические факторы (тяжёлая травма, токсические агенты и др.), повреждая клеточные и сосудистые мембраны, приводят полиморфноядерные нуклеары (гранулоциты) и эндотелиоциты в состояние «кислородного взрыва», что провоцирует выброс огромного количества медиаторов полиорганной недостаточности, обладающих разнонаправленными эффектами. Всего известно более двухсот медиаторов, в том числе:
| - Цитокины - Интерлейкин 1 - Интерлейкин 2 - Интерлейкин 6 - Фактор активации тромбоцитов - Тромбоксаны - Фактор некроза опухоли - Эйкозаноиды - Простагландины (Е1, Е2) - Лейкотриены | - Медиаторные амины - Гистамин / серотонин - Октопамин - Опиоиды / нейротрансмиттеры - Энкефалины - бета-эндорфины - Гормональные амины / пептиды - Тироксин - Инсулин - Глюкагон | - Комплемент - Кинины - Фибронектин - Факторы роста - Энзимы - Протеазы - Лизосомальные ферменты - Окись азота (NO) - Продукты ПОЛ - Супероксидные радикалы - Гидроксирадикалы - Перекиси |

Развивается комплекс патологических изменений как в очаге поражения, так и на уровне формирования механизмов адаптации (гипофиз, гипоталамус, кора надпочечников).
Выделяют 3 фазы патологического процесса:
1. Индукционная фаза — синтез ряда гуморальных факторов, запускающих реакцию системного воспалительного ответа
2. Каскадная фаза — развитие острого лёгочного повреждения, активация каскадов калликреин-кининовой системы, системы арахидоновой кислоты, свёртывающей системы крови и др.
3. Фаза вторичной аутоагрессии, предельно выраженной органной дисфункции и стабильного гиперметаболизма — потеря организмом способности самостоятельно поддерживать гомеостаз.

## Клиническая картина
Клиника синдрома состоит из проявлений недостаточности каждой из затронутых систем организма. Кроме того, медиаторы повреждения формируют синдром системного воспалительного ответа (ССВО) — генерализованную системную воспалительную реакцию. ССВО характеризуется следующими проявлениями:
- Температура тела более 38 или менее 36 градусов
- Частота сердечных сокращений более 90 ударов в минуту
- Частота дыхательных движений более 20 в минуту или артериальная гипокапния менее 32 мм рт. ст.
- Лейкоцитоз более 12000 мм или лейкопения менее 4000 мм, либо более 10% незрелых форм нейтрофилов

## Прогноз
При развитии недостаточности 3 и более органов и систем прогноз неблагоприятный. Летальность по разным авторам колеблется от 35% до 70%.
Для оценки тяжести полиорганной недостаточности и прогнозирования её исхода были предложены различные системы объективной оценки тяжести больных. Одной из первых шкал, разработанных с данной целью, является шкала MOF (Multiple Organ Failure), которая оценивает недостаточность 7 систем организма — дыхательной, сердечно-сосудистой, мочевыделительной, печени, гематологической, желудочно-кишечного тракта и центральной нервной системы. Возрастание количества баллов коррелирует с увеличением летальности.
Шкала MOF (Multiple Organ Failure Score)
| Система             | Баллы                                                    | | |
|                     | 0                                                        | 1 | 2 |
| Дыхательная         | Нет ИВЛ                                                  | ИВЛ с положительным давлением в конце выдоха ≤ 10 см вод. ст. и FiO2 ≤ 0,4 | ИВЛ с положительным давлением в конце выдоха > 10 вод. ст. и/или FiO2 > 0,4                                                                                             |
| Сердечно-сосудистая | Нормальное АД, нет потребности в вазоактивных препаратах | Периоды с гипотензией, требующие манипуляций, таких как введение объёмов жидкостей для поддержания АД свыше 100 мм рт. ст., инфузии дофамина гидрохлорида ≤ 10 мкг/кг/мин или нитроглицерина ≤ 20 мкг/мин | Периоды с гипотензией ниже 100 мм рт. ст., инфузии дофамина гидрохлорида > 10 мкг/кг/мин или нитроглицерина > 20 мкг/мин                                                |
| Мочевыдели- тельная | Креатинин сыворотки < 2 мг% (177 мкмоль/л)               | Креатинин сыворотки ≥ 2 мг% (177 мкмоль/л) | Необходимость в гемодиализе или перитонеальном диализе |
| Печень              | АсАТ < 25 МЕ/л и общий билирубин < 2 мг%                 | АсАТ ≥ 25 МЕ/л и < 50 МЕ/л и/или общий билирубин ≥ 2 мг% и < 6 мг% | АсАТ ≥ 50 МЕ/л и/или общий билирубин ≥ 6 мг% |
| Гематологическая    | Нормальное содержание лейкоцитов и тромбоцитов           | Тромбоциты ≤ 50000 в мкл и/или лейкоциты ≥ 30000 и < 60000 в мкл | Геморрагический диатез и/или лейкоциты < 2500 в мкл или ≥ 60000 в мкл                                                                                                   |
| ЖКТ                 | Нормальное функционирование                              | Акалькулезный холецистит или стрессовая язва | Кровотечение из стрессовой язвы, требующее трансфузии более 2 единиц крови за 24 ч, некротизирующий энтероколит, панкреатит и/или спонтанная перфорация желчного пузыря |
| ЦНС                 | Нормальное функционирование                              | Слегка сниженная ответная реакция | Сильно нарушенная реакция и/или диффузная нейропатия |

## Лечение
1. Первое по значимости и времени направление — устранение действия пускового фактора или заболевания, запустившего и поддерживающего агрессивное воздействие на организм больного (гнойная деструкция, тяжёлая гиповолемия, лёгочная гипоксия, высокоинвазивная инфекция и т. д.). При неустранённом этиологическом факторе любое, самое интенсивное лечение ПОН, безрезультатно.
2. Второе направление — коррекция нарушений кислородного потока, включающая восстановление кислородтранспортной функции крови, терапию гиповолемии и гемоконцентрации, купирование расстройств гемореологии.
3. Третье направление — замещение, хотя бы временное, функции повреждённого органа или системы с помощью медикаментозных и экстракорпоральных методов.